# スカイプラザユーカリが丘
スカイプラザユーカリが丘（スカイプラザユーカリがおか）は、千葉県佐倉市に所在する集合住宅群の総称。ユーカリが丘四丁目にあたる。超高層マンションのイーストタワー、ウエストタワーはツインタワーとなっている。中心部には商業施設のスカイプラザモールがある。

## 概要

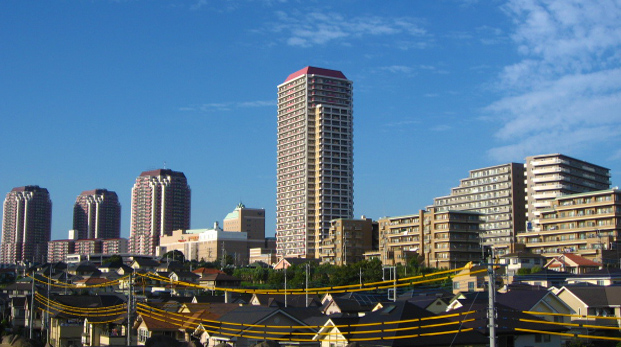
左からウエストタワー・イーストタワー・サウスタワー、中央はスカイプラザステーションタワー

コンパクトシティの原型ともいえる「City in City構想」に基づき、800世帯を超える3棟の超高層マンションおよび1棟の高層マンション、大型商業施設、クリニックモール、放送局・文化センター、コミュニティーホール、フィットネスクラブなどを整備しており、ユーカリが丘の賑わいの中心地として機能している。
4棟の住宅棟と商業棟で構成され、地区センター駅（山万ユーカリが丘線）よりペデストリアンデッキでエントランス付近まで直結している。 また、ユーカリが丘駅（京成電鉄・山万）からは屋根付きのバリアフリーアプローチによるペデストリアンデッキにて接続している。南側にはユーカリプラザ（ユーカリプラザ）、北側にはイオンタウンユーカリが丘が所在している。
スカイプラザユーカリが丘サウスタワー（1990年3月完成）、ウエストタワー（1991年3月完成）、イーストタワー（1992年2月完成）は超高層建築物となる。共同住宅および店舗からなり、設計・工事監理は山宜設計、鹿島建設、施工は鹿島建設、熊谷組、戸田建設、デベロッパーは山万が行っている。

## 歴史
- 1990年（平成2年）4月 - スカイプラザユーカリが丘 サウスタワーが竣工。
- 1991年（平成3年）2月 - スカイプラザユーカリが丘 ウエストタワーが竣工。
- 1992年（平成4年）
  - ユーカリが丘サティ1番街（スカイプラザモールの前身）開業。イオンリテール吸収後は店舗ブランドをイオンへ転換し「イオンユーカリが丘店」に名称変更。
  - 2月 - スカイプラザユーカリが丘 イーストタワーが竣工。
- 1994年（平成6年）3月 - スカイプラザユーカリが丘 センターハイツが竣工。
- 2016年（平成28年）
  - 6月5日 - イオンタウンユーカリが丘開店に伴いイオンユーカリが丘店は核店舗だったイオンの総合スーパーや各種専門店をイオンタウンユーカリが丘へ移転。
  - 7月 - イオンユーカリが丘店が内装の解体工事に着手し改装。
- 2017年（平成29年）11月28日 - イオンユーカリが丘店改装後はオーケーを核テナントとする山万直営のスカイプラザ・モールとして順次開業。

## 構成
- スカイプラザユーカリが丘（集合住宅共通）
  - 設計：山宜設計、鹿島建設
  - 施工：鹿島建設、熊谷組、戸田建設
  - 管理：ワイエム総合サービス
  - 天井：直天井

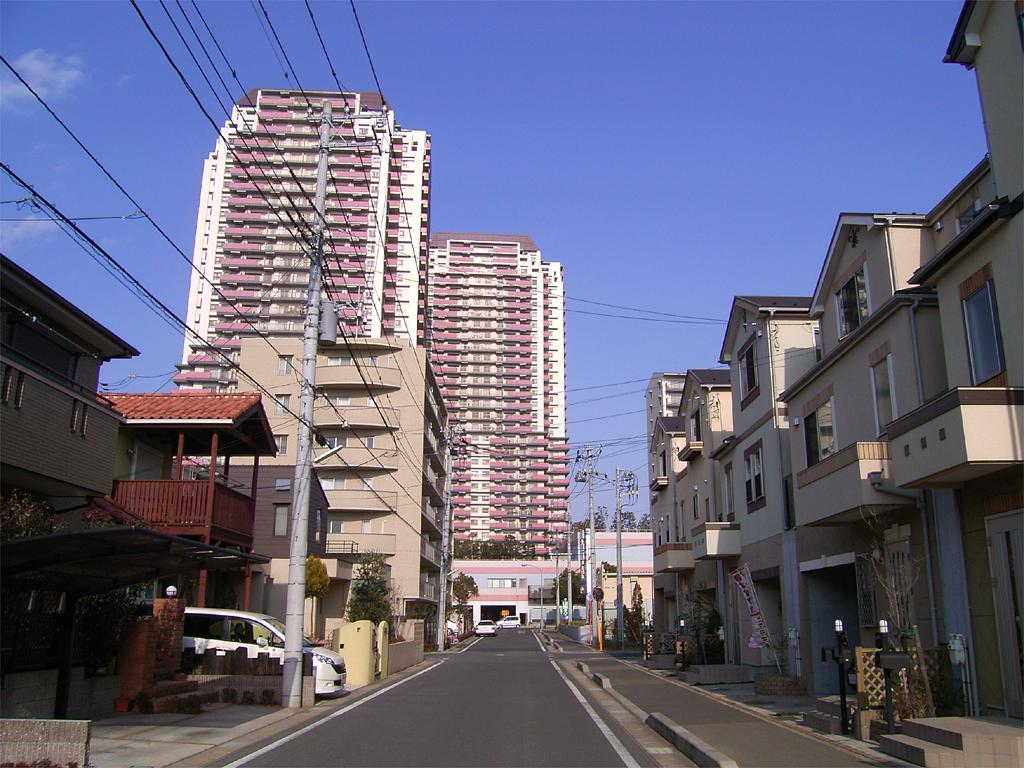
住宅街よりウエストタワー・イーストタワーを望む

  - TV視聴：CATV対応（デジタル放送対応）
  - インターネット：光インターネット対応（CATV、Bフレッツ、USEN、KDDI）
  - 地域・地区：商業地域、防火地域、高度利用地区
  - 通学区：佐倉市立小竹小学校、佐倉市立井野中学校

### スカイプラザユーカリが丘イーストタワー
スカイプラザユーカリが丘 イーストタワー
- 所在：佐倉市ユーカリが丘四丁目1
- 最寄駅・所要時間：ユーカリが丘駅（京成本線・山万ユーカリが丘線）徒歩約4分
- 総戸数：263戸、商業施設
- 構造：鉄筋コンクリート構造（HiRC工法）
- 階数：地上31階、地下1階建て
- 間取り：1LDK（13戸）、2LDK（12戸）、3LDK（54戸）、3SLDK（83戸）、4LDK（57戸）、4SLDK（42戸）、5LDK（2戸）
- 駐車場：166台 ※他に近隣駐車場有り
- 駐輪場：263台（スライドラック式）
- バイク置場：38台
- セキュリティ：24時間管理セキュリティセンター、オートロック
- エレベーター：3基（乗用2基・非常用1基、東芝製）
- 共用施設：集会室、展望ルーム
- 最大天井高：2685ミリメートル
- スラブ厚：150ミリメートル
- 壁厚：150ミリメートル（戸境壁）
- バルコニー奥行：内法約1275ミリメートル
- センターボイド：吹き抜け、約13.5メートル四方

### スカイプラザユーカリが丘ウエストタワー
スカイプラザユーカリが丘 ウエストタワー
- 所在：佐倉市ユーカリが丘四丁目1
- 最寄駅・所要時間：ユーカリが丘駅（京成本線・山万ユーカリが丘線）徒歩約5分
- 総戸数：263戸、商業施設
- 構造：鉄筋コンクリート構造（HiRC工法）
- 階数：地上31階、地下1階建て
- 間取り：1LDK（13戸）、2LDK（12戸）、3LDK（54戸）、3SLDK（83戸）、4LDK（57戸）、4SLDK（42戸）、5LDK（2戸）
- 駐車場：166台 ※他に近隣駐車場有り
- 駐輪場：263台（スライドラック式）
- バイク置場：38台
- セキュリティ：24時間管理セキュリティセンター、オートロック
- エレベーター：3基（乗用2基・非常用1基、東芝製）
- 共用施設：集会室、展望ルーム
- 最大天井高：2685ミリメートル
- スラブ厚：150ミリメートル
- 壁厚：150ミリメートル（戸境壁）
- バルコニー奥行：内法約1275ミリメートル
- センターボイド：吹き抜け、約13.5メートル四方

### スカイプラザユーカリが丘サウスタワー
スカイプラザユーカリが丘 サウスタワー
- 所在：佐倉市ユーカリが丘四丁目1
- 最寄駅・所要時間：ユーカリが丘駅（京成本線・山万ユーカリが丘線）徒歩約2分
- 総戸数：244戸、商業施設
- 構造：鉄筋コンクリート構造（HiRC工法）
- 階数：地上29階、地下2階建て
- 間取り：1LDK（12戸）、2LDK（11戸）、3LDK（50戸）、3SLDK（77戸）、4LDK（53戸）、4SLDK（39戸）、5LDK（2戸）
- 駐車場：155台 ※他に近隣駐車場有り
- 駐輪場：244台（スライドラック式）
- バイク置場：35台
- セキュリティ：24時間管理セキュリティセンター、オートロック
- エレベーター：3基（乗用2基・非常用1基、東芝製）
- 共用施設：集会室、展望ルーム
- 最大天井高：2685ミリメートル
- スラブ厚：150ミリメートル
- 壁厚：150ミリメートル（戸境壁）
- バルコニー奥行：内法約1275ミリメートル
- センターボイド：吹き抜け、約13.5メートル四方

### スカイプラザユーカリが丘センターハイツ
スカイプラザユーカリが丘 センターハイツ
- 所在：佐倉市ユーカリが丘四丁目1
- 最寄駅・所要時間：ユーカリが丘駅（京成本線・山万ユーカリが丘線）徒歩約4分
- 総戸数：106戸、商業施設
- 構造：鉄筋コンクリート構造（一部鉄筋コンクリート構造）
- 階数：地上13階、地下1階建て
- 間取り：2LDK（10戸）、3LDK（67戸）、4LDK（29戸）
- 駐車場：68台 ※他に近隣駐車場有り
- 駐輪場：106台（スライドラック式）
- バイク置場：15台
- セキュリティ：24時間管理セキュリティセンター、オートロック（1階、4階）
- エレベーター：2基（スキップフロア方式：停止階4・6・9・12階、東芝製）
- 共用施設：集会室、トランクルーム（一部住戸のみ）
- 最大天井高：2595ミリメートル
- スラブ厚：190ミリメートル
- 壁厚：200ミリメートル（戸境壁）
- バルコニー奥行：内法約1500ミリメートル

## 施設
スカイプラザユーカリが丘（住宅棟）の低層階には集合クリニック、NHK文化センター（ウエストタワー2階）、近隣には大規模商業施設のイオンタウンユーカリが丘、ユーカリプラザ（ユーカリプラザ）、娯楽施設としてアクア・ユーカリ、ユーカリ・ボウルがある。

### スカイプラザモール
スカイプラザユーカリが丘（住宅棟）の中心部には延べ床面積が約21500平方メートル（6500坪）、店舗数は約50 - 60店舗の商業施設棟スカイプラザモールがある。
1992年（平成4年）にユーカリが丘サティとして開業。1999年（平成11年）3月6日に開業したサティ2番街（現ユーカリプラザ）営業時にはサティ1番街として、ユーカリが丘駅から連絡する屋根付き通廊を通して一体的な運営が行われていた。
サティ（マイカル）がイオン系列のイオンリテールに吸収・合併され、店舗ブランドをイオンへ転換しイオンユーカリが丘店に名称が変更された。2016年（平成28年）6月、直線距離で200メートルほど離れた場所にイオンタウンが開発・運営するイオンタウンユーカリが丘が開業し、イオンユーカリが丘店は核店舗だったイオンの総合スーパーや各種専門店をイオンタウンユーカリが丘へ移転し6月5日で営業を終了した。7月頃に内装の解体工事に着手し、2017年（平成29年）11月28日にオーケーを核テナントとする山万直営のスカイプラザモールとして順次開業した。

## アクセス

### 鉄道
- 最寄りの鉄道駅
  - 地区センター駅（山万ユーカリが丘線）
  - ユーカリが丘駅（京成電鉄・山万）

### 自動車
- 最寄りのインターチェンジ
  - 東関東自動車道 四街道インターチェンジ